# فنسنت سكوغلاند
فنسنت سكوغلاند هو مصور سويدي، ولد في 5 يناير 1974 في فالون في السويد.